# جون بيني
جون بيني (بالإنجليزية: John Bennie)‏ (30 نوفمبر 1896 في المملكة المتحدة - ) هو لاعب كرة قدم بريطاني (وحمل سابقاً جنسية المملكة المتحدة لبريطانيا العظمى وأيرلندا) في مركز الهجوم. لعب مع نادي فالكيرك ونادي نيلسون وBo'ness F.C. ‏.